# Alfasud (azienda)
L'Industria Napoletana Costruzione Autoveicoli Alfa Romeo - Alfasud S.p.A. era una azienda italiana che operava nel settore automobilistico, costruendo autovetture Alfa Romeo nello stabilimento di Pomigliano d'Arco.

## Storia
Alfasud nacque il 17 gennaio 1968 con azionisti Alfa Romeo (88%), Finmeccanica (10%) e IRI (2%), per volontà dello Stato Italiano al fine di favorire l'occupazione delle regioni del Sud Italia. Il progetto costò poco più di 300 milioni di lire finanziati da Cassa per il Mezzogiorno, Istituto di Credito per le Imprese di Pubblica Utilità, Istituto Mobiliare Italiano, Istituto per lo Sviluppo Economico dell'Italia Meridionale e Banco di Napoli. Nel 1982 cambiò nome in INCA Investimenti.
La prima autovettura prodotta fu l'Alfa Romeo Alfasud, modello medio-piccolo che segnò l'ingresso della casa del Biscione in tale segmento, commercializzata nel 1972.